# کریستین دو شالونگ
کریستین دو شالونگ (انگلیسی: Christian de Chalonge؛ زادهٔ ۲۱ ژانویهٔ ۱۹۳۷) بازیگر، کارگردان فیلم، فیلم‌نامه‌نویس، و کارگردان تلویزیونی اهل فرانسه است.
وی همچنین برندهٔ جوایزی همچون جایزه سزار بهترین فیلم شده‌است.

## گزیده فیلم‌شناسی
- حلقه ازدواج (۱۹۷۱)
- L'Argent des autres (1978)
- قلعه مالویل (۱۹۸۱)
- بادهای چهلگان (فیلم) (۱۹۸۲)
- دکتر پتیو (فیلم) (۱۹۹۰)
- دزد کودکان (۱۹۹۱)